# Olympische Sommerspiele 2020/Teilnehmer (Grenada)
| Gelbes Symbol für Goldmedaillen mit stilisierten Olympischen Ringen | Graues Symbol für Silbermedaillen mit stilisierten Olympischen Ringen | Braundes Symbol für Bronzemedaillen mit stilisierten Olympischen Ringen |
| ------------------------------------------------------------------- | --------------------------------------------------------------------- | ----------------------------------------------------------------------- |
| —                                                                   | —                                                                     | 1                                                                       |

Grenada nahm an den Olympischen Spielen 2020 in Tokio mit sechs Sportlern in zwei Sportarten teil. Es war die insgesamt 10. Teilnahme an Olympischen Sommerspielen.

## Medaillen

### Medaillenspiegel
| Rang   | Sportart       | Gold | Silber | Bronze | Gesamt |
| ------ | -------------- | ---- | ------ | ------ | ------ |
| 1      | Leichtathletik | –    | –      | 1      | 1      |
| Gesamt | Gesamt         | 0    | 0      | 1      | 1      |

### Medaillengewinner
| Name/n       | Sportart       | Wettkampf |
| ------------ | -------------- | --------- |
| Bronze       |                |           |
| Kirani James | Leichtathletik | 400 m     |

## Teilnehmer nach Sportarten

### Leichtathletik
Laufen und Gehen 
| Athleten      | Wettbewerb | Runde 1 | Runde 1 | Halbfinale    | Halbfinale    | Finale        | Finale        | Rang   |
| Athleten      | Wettbewerb | Zeit    | Rang    | Zeit          | Rang          | Zeit          | Rang          | Rang   |
| ------------- | ---------- | ------- | ------- | ------------- | ------------- | ------------- | ------------- | ------ |
| Frauen        |            |         |         |               |               |               |               |        |
| Meleni Rodney | 400 m      | DNF     | DNF     | ausgeschieden | ausgeschieden | ausgeschieden | ausgeschieden | —      |
| Männer        |            |         |         |               |               |               |               |        |
| Kirani James  | 400 m      | 45,09 s | 8       | 43,88 s       | 1             | 44,19 s       | 3             | Bronze |

 Springen und Werfen 
| Athleten        | Wettbewerb | Qualifikation | Qualifikation | Finale        | Finale        | Rang |
| Athleten        | Wettbewerb | Weite/Höhe    | Rang          | Weite/Höhe    | Rang          | Rang |
| --------------- | ---------- | ------------- | ------------- | ------------- | ------------- | ---- |
| Männer          |            |               |               |               |               |      |
| Anderson Peters | Speerwurf  | 80,42 m       | 15            | ausgeschieden | ausgeschieden | 15   |

 Mehrkampf 
| Athletinnen      | 100 m   | 100 m  | Weitsprung | Weitsprung | Kugelstoßen | Kugelstoßen | Hochsprung | Hochsprung | 400 m   | 400 m  | 110 m Hürden | 110 m Hürden | Diskuswurf | Diskuswurf | Stabhochsprung | Stabhochsprung | Speerwurf | Speerwurf | 800 m       | 800 m  | Punkte | Rang |
| Athletinnen      | Zeit    | Punkte | Weite      | Punkte     | Weite       | Punkte      | Höhe       | Punkte     | Zeit    | Punkte | Zeit         | Punkte       | Weite      | Punkte     | Höhe           | Punkte         | Weite     | Punkte    | Zeit        | Punkte | Punkte | Rang |
| ---------------- | ------- | ------ | ---------- | ---------- | ----------- | ----------- | ---------- | ---------- | ------- | ------ | ------------ | ------------ | ---------- | ---------- | -------------- | -------------- | --------- | --------- | ----------- | ------ | ------ | ---- |
| Zehnkampf Männer |         |        |            |            |             |             |            |            |         |        |              |              |            |            |                |                |           |           |             |        |        |      |
| Lindon Victor    | 10,67 s | 935    | 7,24 m     | 871        | 15,39 m     | 814         | 2,02 m     | 822        | 49,21 s | 851    | 14,83 s      | 870          | 49,75 m    | 865        | 4,90 m         | 880            | 71,56 m   | 913       | 4:54,32 min | 593    | 8414   | 7    |

### Schwimmen
| Athleten      | Wettbewerb     | Vorlauf     | Vorlauf | Halbfinale    | Halbfinale    | Finale        | Finale        | Rang |
| Athleten      | Wettbewerb     | Zeit        | Rang    | Zeit          | Rang          | Zeit          | Rang          | Rang |
| ------------- | -------------- | ----------- | ------- | ------------- | ------------- | ------------- | ------------- | ---- |
| Frauen        |                |             |         |               |               |               |               |      |
| Kimberly Ince | 100 m Rücken   | 1:10,24 min | 41      | ausgeschieden | ausgeschieden | ausgeschieden | ausgeschieden | 41   |
| Männer        |                |             |         |               |               |               |               |      |
| Delron Felix  | 100 m Freistil | 52,99 s     | 58      | ausgeschieden | ausgeschieden | ausgeschieden | ausgeschieden | 58   |